# Une saison ardente
Une saison ardente (titre original en anglais Wildlife) est un roman de Richard Ford publié originellement en mai 1990 aux États-Unis et en français le 6 mars 1991 aux éditions L'Olivier.

## Résumé
Le déchirement d'un couple sous les yeux de leur fils renfermé et solitaire, Joe.

## Éditions
- Wildlife, Atlantic Monthly Press, 1990  (ISBN 978-0871133489).
- Une saison ardente, L'Olivier, 1991  (ISBN 978-2879290027).

## Adaptation cinématographique
Le roman est adapté dans le film américain Wildlife : Une saison ardente réalisé par Paul Dano. Il sort en 2018.